# Иванов, Геннадий Викторович
Генна́дий Ви́кторович Ивано́в (род. 14 марта 1950, Бежецк, Калининская область) — российский поэт, первый секретарь правления Союза писателей России, председатель исполнительного комитета Международной литературной премии имени Сергея Есенина «О Русь, взмахни крылами…».

## Биография
Геннадий Иванов родился в городе Бежецке Калининской (ныне Тверской) области. Родители родом из крестьян. Детские годы провёл в деревне Высочек Бежецкого района, учился в соседнем селе Градницы, где в доме-усадьбе Гумилевых располагалась начальная школа, теперь — Мемориальный литературный музей русских поэтов Анны Ахматовой и Николая Гумилёва. К бежецкой земле Геннадий сохранит привязанность и, переехав в столицу, в 2003 году выпустил книгу «Знаменитые и известные бежечане. От Алексея Аракчеева до Алексея Смирнова».

В отрочестве с семьей переехал на Кольский полуостров, в город Кандалакшу Мурманской области. К этому времени относятся первые стихотворные опыты, газета «Кандалакшский коммунист» опубликовала первую стихотворную подборку.

Служил в Советской армии. По возвращении работал в районной газете. Окончил Московский политехникум, поступил в Университет дружбы народов имени Патриса Лумумбы, спустя некоторое время перевёлся на отделение Литературного института имени А. М. Горького, в 1977 году получил диплом об окончании.

## Общественная позиция
В 2022 году подписал письмо в поддержку российского военного вторжения на Украину.

## Литературная и общественная деятельность
Редактор в издательствах «Современник», «Художественная литература» (заведующий редакцией современной литературы), в издательстве «Вече» (заместитель главного редактора).

С 1999 года секретарь правления Союза писателей России.

С 2004 года первый секретарь правления Союза писателей России.

В 2005 году возглавил исполнительный Комитет Международной литературной премии имени Сергея Есенина «О Русь, взмахни крылами…», учрежденной совместно с Национальным Фондом развития культуры и туризма.

Председатель комиссии по творческому наследию Н. И. Тряпкина.

### Книги
- «На высоком холме». — М.: «Современник» , 1982.
- «Утро памяти». — М.: «Советский писатель», 1988.
- «Красный вечер». — М.: «Современник», 1991.
- «Берега». — М.: «Столица», 1991.
- «Долгий день». — Тверь:, 1999.
- «Кресты и ласточки». — М.:, 2000.
- Знаменитые и известные бежечане. Вып. 1: От Алексея Аракчеева до Алексея Смирнова. — Б.м.: Полиграфсервис XXI век, 2003. — 223 с. — ISBN 5-94310-005-9.
- Знаменитые и известные бежечане. Вып. 1: От Алексея Аракчеева до Алексея Смирнова. — М.: Вече, 2005. — 317 с. — ISBN 978-5-95330-736-9.
- «100 великих писателей». — М.: «Вече», 2004. — с. 380, ISBN 5-95-33-0435-8
- «Новые стихи». М.:, 2006.
- «Избранное». — М.: «Вече», 2006. — с. 384
- «Стихотворения». — Волгоград: «Издатель», 2007. ISBN 978-5-901746-08-0
- Горит костер: избранные стихотворения.— М.: "Российский писатель", 2020. — 304 с., ISBN 978-5-91642-260-3.

## Премии
- Премия газеты «Литературная Россия» за 1990 год.
- Премия газеты «Литературная Россия» за 1991 год.
- Всероссийская литературная премия имени Ф. И. Тютчева «Русский путь», 2002 год.
- Всероссийская литературная премия им. В. Я. Шишкова — премия губернатора Тверской области за 2005 год.
- Большая литературная премия России, 2006 год.
- Всероссийская литературная премия имени М. Е. Салтыкова-Щедрина, 2007 год.
- Всероссийская литературная премия имени А. А. Прокофьева «Ладога», 2008 год.

## В цитатах
Современный писатель, да, утратил сакральное значение. Есть такое ощущение, что эта сакральность как-будто убрана какой-то высшей силой из современной литературы, да и вообще из современного искусства. И общегражданским форумом тоже не является, да. И не потому, что все стало коммерческим. Я думаю, что бывают такие периоды, когда «поле отдыхает», набирается сил. Ведь как оно плодоносило — в поэзии, например, в двадцатом веке! Чудо. А теперь набирается сил. Вся эта шушера отойдет потом, когда вдруг родится писатель-исполин, когда зазвучит снова русское слово во всю силу! А что касается Ницше, то Бог не умер, поэтому я ничего не хочу такого и представлять. Как говорит народ, вот сейчас перебесятся люди — и поймут, где сокровища настоящие, а где поддельные. Ведь уже многих тошнит от телевизионной хохмы, чернухи и пустоты. Литература обязательно ответит на серьёзные запросы людей. (Из ответов Геннадия Иванова на вопросы газеты «Российский писатель», Москва, 2009.)

## Награды
- Медаль ордена «За заслуги перед Отечеством» II степени — за заслуги в развитии культуры и искусства, многолетнюю плодотворную работу[9].